# Twierdzenie Weierstrassa o kresach

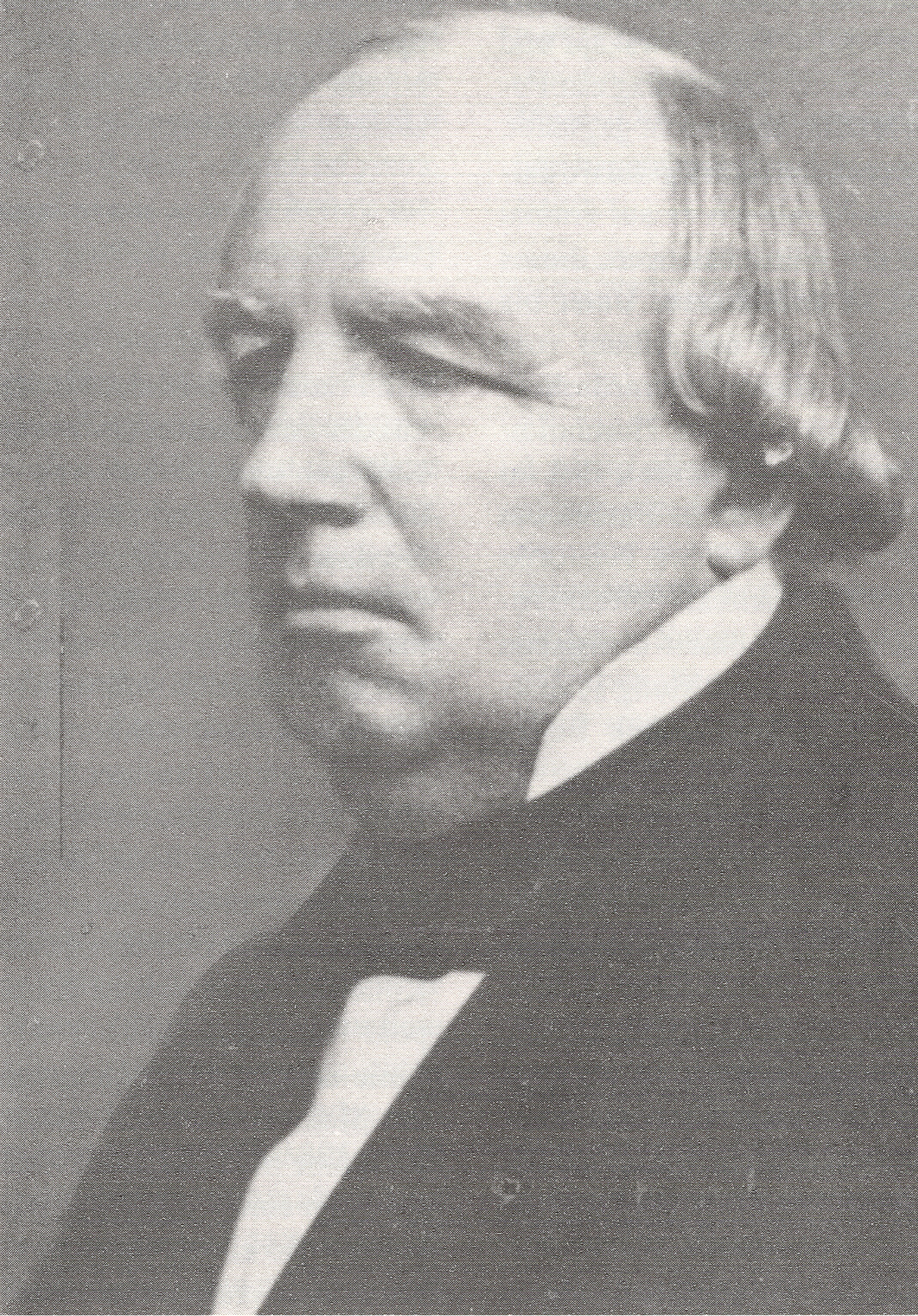
Karl Weierstraß (1815–1897)

Twierdzenie Weierstrassa o kresach (znane też pod innymi nazwami) – twierdzenie analizy matematycznej i topologii o własnościach ciągłych funkcji rzeczywistych. W najprostszym przypadku jest to fakt analizy rzeczywistej o takich funkcjach na domkniętych i ograniczonych przedziałach rzeczywistych; mówi, że funkcje te mają globalne ekstrema – wartości najwyższą i najniższą, inaczej maksimum i minimum. Twierdzenia Weierstrassa o kresach używa się w dowodach innych faktów analizy rzeczywistej jak twierdzenie Rolle’a. 
Przedziały domknięte i ograniczone są ciągowo zwarte na mocy twierdzenia Bolzana-Weierstrassa i zwarte na mocy twierdzenia Heinego-Borela. Powyższe twierdzenie Weierstrassa o kresach ma uogólnienia opisujące funkcje ciągłe na innych zbiorach zwartych, rozważanych w:
- dowolnych przestrzeniach euklidesowych[4][5];
- dowolnych innych przestrzeniach metrycznych[6];
- dowolnych innych przestrzeniach topologicznych[1][7]. Ta postać jest też znana jako uogólnione twierdzenie Weierstrassa[8].

Nazwa upamiętnia niemieckiego matematyka z XIX wieku: Karla Weierstrassa.

## Nazewnictwo
Fakt ten jest też znany jako twierdzenie:
- Weierstrassa[9][10][11];
- Weierstrassa o osiąganiu kresów[12][13][4];
- Weierstrassa o przyjmowaniu kresów[14][15];
- Weierstrassa o ekstremach globalnych[16];
- Weierstrassa o funkcji ciągłej na przedziale domkniętym[2];
- o najmniejszej i największej wartości funkcji[17].

Bywa też wykładany bez osobnej nazwy.

## Przypadek zmiennej rzeczywistej

Wykres przedstawia ciągłą funkcję określoną na przedziale domkniętym Twierdzenie Weierstrassa o kresach mówi, że w tym przedziale istnieją ekstrema globalne, czyli maksimum i minimum. Odpowiednie argumenty funkcji są tu oznaczone przez

### Twierdzenie
Jeśli funkcja rzeczywista {\displaystyle f:[a,b]\to \mathbb {R} } jest ciągła, to:
1. jej obraz jest ograniczony;
2. funkcja ta osiąga swoje kresy, tzn. ma globalne minimum i maksimum:

{\displaystyle \exists c,d\in [a,b]\ \forall x\in [a,b]:f(d)\leqslant f(x)\leqslant f(c).}

### Dowód
1. Każdy z przedziałów {\displaystyle (-M,M),} dla {\displaystyle M\in \mathbb {R} ,} jest zbiorem otwartym, a {\displaystyle f} jest ciągła, więc ich przeciwobrazy {\displaystyle f^{-1}[(-M,M)]} też są otwarte (w zbiorze {\displaystyle [a,b]}).  Rodzina {\displaystyle \{f^{-1}[(-M,M)]:M\in \mathbb {R} \}} pokrywa przedział {\displaystyle [a,b],} więc ze zwartości tego ostatniego istnieje podpokrycie skończone – istnieją {\displaystyle M_{1},\dots ,M_{s}>0,} dla których {\displaystyle [a,b]=f^{-1}[(-M_{1},M_{1})]\cup \ldots \cup f^{-1}[(-M_{s},M_{s})].} Wówczas dla dowolnego {\displaystyle x\in [a,b]} mamy {\displaystyle -M\leqslant f(x)\leqslant M,} gdzie {\displaystyle M=\max\{M_{1},\dots ,M_{s}\},} co oznacza, że {\displaystyle f} jest funkcją ograniczoną.
2. Oznaczmy kres górny obrazu {\displaystyle f} przez {\displaystyle {\tilde {d}}.} {\displaystyle {\tilde {d}}\in \mathbb {R} } i istnieje ciąg {\displaystyle (d_{n})_{n=0}^{\infty }} punktów przedziału {\displaystyle [a,b]} dla których ciąg {\displaystyle f(d_{n})} jest zbieżny do {\displaystyle {\tilde {d}}.} Z twierdzenia Bolzana-Weierstrassa wiemy, że istnieje podciąg {\displaystyle (d_{n_{k}})_{k=0}^{\infty }} ciągu {\displaystyle (d_{n})_{n=0}^{\infty }} zbieżny do pewnej granicy {\displaystyle d.} Wtedy na mocy ciągłości funkcji {\displaystyle f} otrzymujemy {\displaystyle f({d})=\lim _{k\to \infty }f(d_{n_{k}})={\tilde {d}}.} A więc wartość funkcji {\displaystyle f} w punkcie {\displaystyle {d}\in [a,b]} jest kresem górnym obrazu {\displaystyle f} (a więc także {\displaystyle f(x)\leqslant f(d)} dla wszystkich {\displaystyle x\in [a,b]}). W analogiczny sposób pokazujemy istnienie liczby {\displaystyle c,} dla której {\displaystyle f({c})=\inf\{f(x):a\leqslant x\leqslant b\}.}

### Analiza założeń

Funkcja tangens na przedziale ograniczonym jest ciągła i nie jest na nim ograniczona. Ograniczenie obrazu funkcji jest gwarantowane tylko przy dodatkowym założeniu, że przedział, na którym funkcja jest ciągła, jest także domknięty.

Oba założenia o dziedzinie funkcji – czyli że odcinek {\displaystyle [a,b]} jest domknięty i ograniczony – są istotne. Na przykład:
- funkcja {\displaystyle f\colon (0,1]\ni x\mapsto 1/x\in \mathbb {R} } jest ciągła, ale nie jest ograniczona;
- podobnie {\displaystyle f\colon \mathbb {R} \ni x\mapsto e^{x}\in \mathbb {R} } nie jest ograniczona, mimo że dziedzina – cała prosta – jest domknięta.